# 山蔦重吉
山蔦 重吉（やまつた しげよし、1887年（明治20年）10月10日 - 1982年（昭和57年）2月23日）は、日本の剣道家、居合道家。称号は剣道範士、居合道範士。流派は神道無念流剣術、夢想神伝流居合。

## 経歴
宮城県玉造郡岩出山町の農家の長男として生まれる。尋常小学校を卒業後、剣道を学び始める。
1906年（明治39年）6月、18歳で横須賀海兵団に入団。11月に軍艦「宗谷」に配属され、その後、駆逐艦「神風」、戦艦「相模」などに乗艦する。
1911年（明治44年）、下士官に任官。
1914年（大正3年）、軍艦「八雲」に乗り日独戦争に出征。
1914年（大正4年）、日独戦争出征の功により勲七等青色桐葉章を受章。横須賀海兵団で剣道師範の飯島吉太郎から居合を本格的に学び始める。
1917年（大正6年）6月、練習艦「八雲」に乗り、北米沿岸、ハワイ、南洋群島などを巡る。
1918年（大正7年）春、横須賀海軍工廠勤務となる。
1921年（大正10年）5月、大日本武徳会剣道三段を取得。
1922年（大正11年）11月、予備役となる。この頃、横須賀鎮守府剣道大会で2年連続優勝したという。
1923年（大正12年）、横須賀鎮守府剣道師範に就くとともに中山博道の道場有信館に入門。
1925年（大正14年）、大日本武徳会から剣道精錬証を授与。中山博道から神道無念流の目録、順免許を授与。同年、三浦中学校（現三浦学苑高等学校）の剣道講師に就任。
1937年（昭和12年）、第22回皇道義会剣道錬士大会に出場。全国から180名の参加がある中、準決勝（4名）に残る。4名は大岡禎（大学生）、中倉清（27歳）、鈴木房吉（37歳）、山蔦重吉（50歳）で、山蔦は最年長であった。準決勝で大岡に、3位決定戦で鈴木に敗れ4位となる。
1938年（昭和13年）、剣道教士、居合術教士に昇進。
1940年（昭和15年）、日本刀製法研究会発会式に参加した後、東京麹町の大倉鍛錬所において新作刀で鉄兜、青竜刀などを試し斬りする。
1952年（昭和27年）、連合国軍の占領解除により横須賀市剣道連盟が発足。副会長に就任する。
1957年（昭和32年）、全日本剣道連盟から剣道七段、居合道八段を授与。
1959年（昭和34年）、居合道範士に昇進。
1964年（昭和39年）、剣道範士に昇進。
1966年（昭和41年）、居合道九段に昇段。
1969年（昭和44年）、全日本剣道連盟居合制定委員を務める。
1971年（昭和46年）、第19回全日本剣道選手権大会で居合道を模範演武する。同年、郷里岩出山町の城山公園に立像が建立される。
88歳まで剣道の稽古、93歳まで居合道の稽古を続け、1982年（昭和57年）2月23日、94歳で死去。